# Syngenite
La syngenite è un minerale.